# Borsuk
A Borsuk (jelentése magyarul: borz) egy gyalogsági harcjármű, amelyet a Huta Stalowa Wola vállalat fejleszt, elsősorban a lengyel haderő számára. A jármű egy 30 mm-es Bushmaster II Mk 44/S gépágyúval valamint Spike páncéltörő rakétákkal van felfegyverezve, amelyek egy távirányítású lövegtoronyban kaptak helyet. A Borsuk a 3 fős személyzeten kívül egy 8 fős lövészrajt szállíthat. A jármű  úszóképes, ami ritka képesség a mai modern harcjárművek között. Ezért a képességért a Borsuk védelméből kellett engedni: a jármű védelme csak 2-es szintű STANAG 4669 szerint vagyis csak kézifegyverek tüzével szemben védett. A kortársai, mint a Puma vagy a Lynx mind legalább 4-es szintű védelemmel bírnak. A páncélvédelem további páncélelemek felszerelésével fokozható, de akkor jármű már nem lesz úszóképes.  A Borsuk sorozatgyártása várhatóan 2024-ben kezdődik. A tervek szerint a lengyel haderő 588 darab "Borzot" vásárolna 2035-ig. 

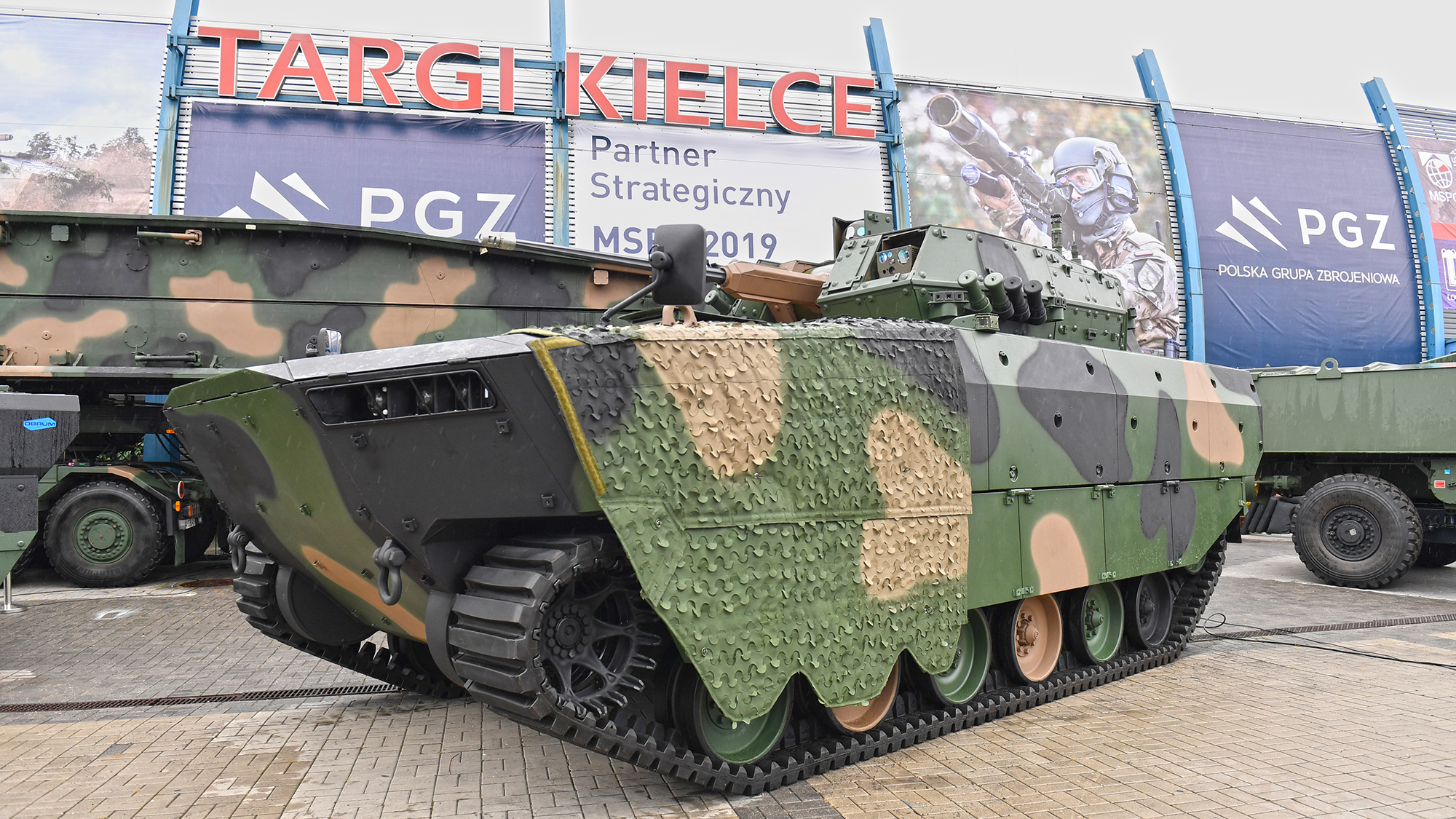
Egy Borsuk harcjármű kompozit-lánctalppal felszerelve